# Systropha popovi
Systropha popovi là một loài Hymenoptera trong họ Halictidae. Loài này được Ponomareva mô tả khoa học năm 1967.